# Steyr 1500A
Steyr 1500A — марка грузовых и военных автомобилей, выпускавшихся в различных модификациях заводами Steyr-Daimler-Puch, Wanderer и Horch в период с 1941 по 1944 год.

## Конструкция
Двухосный полноприводный грузовик с рамой коробчатого профиля. Передний привод отключаемый. Передняя подвеска независимая, на продольных торсионах и одинарных верхних поперечных рычагах. Задняя — жёсткий мост на продольных полуэллиптических рессорах. Тормозная система гидравлическая на все четыре колеса. Трансмиссия - четырёхступенчатая коробка передач с сухим однодисковым сцеплением. Главная передача 3,89. Двигатель Steyr V8-365I, карбюраторный, 8-цилиндровый, V-образный, воздушного охлаждения, мощность 85 л.с.

## Модификации
Существовало две основные модификации: 1500A/01 и 1500A/02, соответственно ранняя и поздняя модель. Выпуск модификации 1500A/02 был освоен в 1942 году на заводе входившей в союз Auto Union фирмы Wanderer в Зигмар-Шёнау (Саксония).
Основной объём производства составляли полуторатонные грузовые автомобили. Также на базе Steyr 1500A выпускался пожарный автомобиль и различные военные модификации для германской армии.

### Некоторые военные модификации
- Kzf 12 — средний транспортный автомобиль повышенной проходимости с турелью для лёгкого противотанкового или полевого орудия[4][5].
- Kzf 15 — многоцелевой средний транспортный автомобиль повышенной проходимости[4][5].
- Kzf 21 — тяжёлый командный автомобиль повышенной проходимости[5].
- Kzf 31 — санитарный автомобиль повышенной проходимости[6].
- Kzf 70 — пассажирский автомобиль повышенной проходимости[4][6].